# Luve
La Luve (ou Ruisseau de Luve) est un ruisseau belgo-français de l’Entre-Sambre-et-Meuse, affluent du Viroin et sous-affluent de la Meuse. Sur un parcours largement forestier d’une quinzaine de kilomètres, il draine une partie des eaux de la partie méridionale du parc naturel Viroin-Hermeton.

## Géographie
Prenant sa source dans la ‘Franche forêt’ au sud du hameau de Regniessart, il remonte vers le nord-est et traverse Oignies-en-Thiérache et passe au sud du Mesnil. Ensuite, lors d’un long parcourt forestier, il traverse la frontière franco-belge et poursuivant vers le nord se jette dans le Viroin à Molhain, en France, quelques kilomètres à peine avant la confluence de ce dernier avec la Meuse.